# Francesco al II-lea d'Este, Duce de Modena
Francesco al II-lea d'Este (n. 6 martie 1660, Modena, Italia – d. 6 septembrie 1694, Sassuolo, Emilia-Romagna, Italia) a fost Duce de Modena și Reggio din 1662 până în 1694.

## Biografie
Născut la Modena a fost singurul fiu al Ducelui Alfonso al IV-lea de Modena și a Laurei Martinozzi, o nepoată a Cardinalului Mazarin. Sora lui Francesco, Mary de Modena, s-a căsătorit cu viitorul rege Iacob al II-lea al Angliei în 1673 și a devenit regină a Angliei în 1685.
El a devenit duce la vârsta de doi ani. Mama lui, pioasă și riguroasă, a fost regentă până în 1674, fiind sfătuită de confesorul iezuit Părintele Garimberti. Atunci când ea a plecat în Anglia să-și însoțească fiica, el a preluat controlul la vârsta de paisprezece ani. La întoarcerea acasă, mama lui s-a retras de la curte.
Politica externă a lui Francesco a fost afectată de cerințele regelui Ludovic al XIV-lea al Franței, patronul surorii sale după 1688, dar el a rezistat încercărilor franceze de a interveni în ducate. O alianță franco-modeneză i-a fost propusă lui Francesco prin căsătoria cu o prințesă din Casa de Lorena, Béatrice Hiéronyme, care era fiica cea mare  lui François Marie, Prinț de Lillebonne. Căsătoria nu s-a materializat iar el s-a căsătorit cu Margherita Maria Farnese.
A învățat de mic să cânte la vioară iar orchestra curții a fost renăscută pentru el când avea unsprezece ani; unul dintre muzicienii angajați a fost Giovanni Maria Bononcini. Francesco a fost un patron generos și cu discernământ în muzică; compozitorul Arcangelo Corelli i-a dedicat lui Op. 3 Trio sonate (Roma, 1689). Biblioteca lui a fost inclusă în Biblioteca Estense din Modena.
A murit la vârsta de 34 de ani, și pentru că nu a avut copii, a fost succedat de unchiul său, cardinalul Rinaldo d'Este.
1. ↑  RKDartists, accesat în 28 aprilie 2018